# 潭洲会展站
潭洲会展站是佛山地铁3号线的一个车站，位于中华人民共和国广东省佛山市顺德区僚莘路与工展路交叉口南侧。

## 车站结构

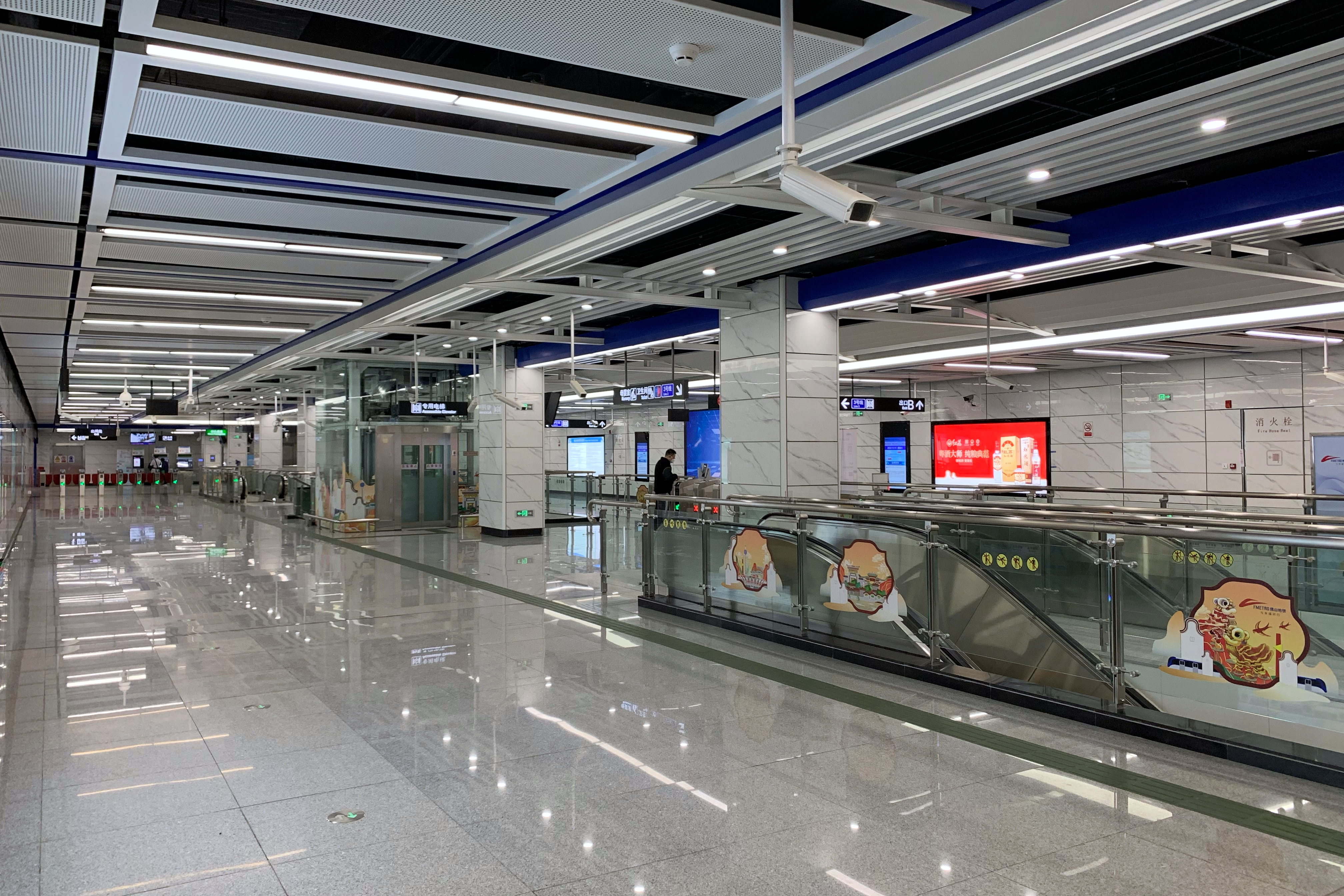
站厅

### 车站楼层
本站为地下二层11米岛式车站，地下一层为站厅，地下二层为3号线站台；车站总长273.2m。
| 地下一层 | 站厅     | 售票机、客服中心、商店、警务室、安检设施 |  |  |
| 地下二层 | 1 站台   | █3号线 中山公园方向（下站：岳步）        |  |  |
|          | 岛式站台 |                                          |  |  |
|          | 2 站台   | █3号线 顺德学院站方向（下站：北滘西站）  |  |  |

### 站台
本站设有一个岛式站台，位于僚莘路的地底。此外，本站西侧设有一条单渡线。

### 出入口
本站启用时设有B和D口供乘客进出，分布于展荷路东西两侧；未来还将新增B2和C口。
|                                           |                         |      |          |                                                                                          |
| 編號                                      | 设施                    | 图像 | 出口指示 | 建議前往的目的地                                                                         |
| B                                         | 盲道标志 · 扶手电梯标志 |      | 工展路   | 展荷路、潭洲国际会展中心、潭洲会展站（工展路）公交站、潭洲会展站（僚莘路）公交站（南行） |
| D                                         | 扶手电梯标志            |      | 展荷路   | 潭洲会展站（僚莘路）公交站（北行）                                                       |
| 註： 設有 \| 設有 \| 設有 \| 設有扶手電梯 |                         |      |          |                                                                                          |

## 接驳交通
| 巴士（潭洲会展站（工展路）站、潭洲会展站（僚莘路）站） \| 编号 \| 编号 \| 线路 \| 线路 \| 线路 \| 收费 \| 运营商 \| 备注 \| \| ------ \| ---- \| ------ \| -------- \| ------------ \| ---- \| -------- \| ---- \| \| \| 931 \| 上僚村 \| 全程 ⇆ \| 碧江民乐公园 \| 2元 \| 顺德鸿运 \| \| \| 短线 ⇆ \| 931 \| 上僚村 \| 碧江中学 \| \| 2元 \| 顺德鸿运 \| \| |      |        |          |              |      |          |      |
| 编号 | 编号 | 线路   | 线路     | 线路         | 收费 | 运营商   | 备注 |
| | 931  | 上僚村 | 全程 ⇆   | 碧江民乐公园 | 2元  | 顺德鸿运 |      |
| 短线 ⇆ | 931  | 上僚村 | 碧江中学 |              | 2元  | 顺德鸿运 |      |

## 历史
本站在规划、建设期间均使用其工程名“美旗站”。2022年，本站根据邻近的广东潭洲国际会展中心而更名为“潭州会展站”，但站名误用“州”字，而非会展中心所用的“洲”。其后中文站名获修正为“潭洲会展站”。
车站于2016年11月18日开工建设。本站首幅连续墙钢筋笼于2017年2月17日顺利吊装入槽并浇筑混凝土；车站后于2017年7月开挖，同年11月27日完成全部底板浇筑。
2018年2月6日，本站主体结构封顶，为3号线首座封顶车站。同年8月1日，本站至水口站（现岳步站）区间双线隧道贯通。同年12月15日，北滘站（现北滘西站）至本站区间左右线盾构安全下穿广东潭洲国际会展中心。
2022年12月28日，本站随3号线开通而启用。